# 순귀인 뉴호록씨
순귀인 뉴호록씨 (順貴人 鈕祜祿氏, 1750년 1월 3일 ~ 1790년)는 만주 양황기 기인, 총독 애필달의 딸이자, 청나라 초기 4대 보정대신 알필륭의 증손녀이자, 건륭제의 귀인이다.

## 생애
건륭 12년 11월 25일에 태어났다. 여동생 한명이 있는데 이름은 희광이며, 후의 만주의 유명한 열녀가 되었다. 아버지 애필달은 알필륭의 손자이자, 음덕 (일부 사료에선 윤덕)의 아들이다. 애필달은 건륭 26년 (1761년) 4월에 호광총독을 지냈으며, 전에는 하도총독, 저장성 순무, 귀주성 순무 등을 지냈으며, 유명한 《黔南志略》이라는 책을 썼다. 그녀의 백부 책능, 숙부 눌친은 모두 건륭제의 명신이고, 고모는 강희제의 두번째 황후 효소인황후이다.
건륭 31년 (1766년) 6월 26일, 당시 18세의 나이로 외팔기 수녀선발을 거쳐 입궁했다. 입궁 당시 지위는 상(常)귀인이었다. 건륭 33년 (1768년) 상귀인에서 순(順)빈으로 진봉되었다.
건륭 41년 (1776년), 순비로 진봉되었고, 《청궁의안연구(清宮醫案研究)》에 따르면 순비는 건륭 41년에 임신했으나, 유산했다. 뉴호록씨가 비로 진봉한 것이 임신과 관련 있는지는 알려지지 않았다. 건륭 42년, 숭경황태후의 장례로 인해, 책봉례는 치르지 않았다.
건륭 44년 2월 1일, 태감에게 상년전지를 내리면서 "양심전 순비의 거처는 돈빈에게 주고, 돈빈의 거처는 순비에게 준다. 명상재는 순비 거처의 차간에 산다. 원명원 용비의 거처는 돈빈에게, 용비의 거처는 돈빈에게 준다. 순비는 명상재와 영수궁에 산다"고 명했다. 10월 8일 뉴호록씨와 성빈, 순빈과 함께 책봉례를 했다.
건륭 52년 11월 25일, 순비의 40살 생일때, 상 은원보 9개를 더하였으나, 건륭제는 소수상 천추의 예에 따라 은원보 9개를 갖추지 못하게 하명하였다.
건륭 53년 (1788년) 1월 9일, 총괄태감 왕승의는 "순비를 빈으로 강등하고, 비의 책보와, 인장을 거두고 내무부 대신에게 넘기라"고 전했다. 뉴호록씨는 곧 순빈으로 강등되었고, 1월 25일에총관태감 왕승의가 다시 전하여 "순빈을 귀인으로 강등하고, 빈의 금책을 거두고 내무부 대신에게 넘기라"고 하였다. 뉴호록씨가 순귀인으로 강등된 이유는 불분명하다.
건륭 55년 (1790년) 7월 말, 순귀인이 병사하고, 8월 2일 인시(寅時)에 관을 정안장 빈소로 이송하며, 8월 6일 초제례, 8월 11일에 대제례를 거행했다. 건륭 56년 12월 12일, 순귀인의 채관이 동릉으로 옮겨지고, 12월 17일 순귀인의 채관이 다음날 장례를 치르게 되며, 12월 18일 순귀인의 채관이 장례를 치르게 된다. 귀인의 채관이 정식으로 청동릉 유릉비원침에 들어갔다.

## 순귀인이 나온 영상매체
| 년도 | 제목     | 배우   | 극중 이름   | 극중 호칭     | 비고                                           |
| ---- | -------- | ------ | ----------- | ------------- | ---------------------------------------------- |
| 2018 | 연희공략 | 장가예 | 뉴호록 침벽 | 상귀인 → 순빈 | 극중 용비 화탁씨와 순귀인을 합쳐서 만든 캐릭터 |

## 같이 보기
- 입팔분공